# Samoa Cup
Der Samoa Cup ist ein seit dem Jahr 2010 ausgetragener Fußballpokal, an dem die Teilnehmer an der aktuellen Saison der Samoa National League teilnehmen. Nach zwei ausgetragenen Turnieren, von denen aber jeweils nur die Finalpaarungen bekannt sind, gab es erst ab 2013 wieder zwei Turniere, wobei bei letzterem nur der Gewinner bekannt ist. Nachdem es dann mehrere Jahre lang keine weitere Ausgabe gab, wurde der Pokal mit Auswahl-Mannschaften der Klubs ausgetragen. Am Ende gewann den im Liga-Modus ausgetragenen Wettbewerb Manu-fili mit 12 Punkten aus vier Spielen. Seitdem gab es aber auch keine weitere bekannte Austragung des Wettbewerbs mehr.

## Austragungen
| Saison    | Gewinner         | Ergebnis         | 2. Platz         |
| --------- | ---------------- | ---------------- | ---------------- |
| 2010      | Kiwi FC          | 3:1              | Moaula United    |
| 2011      | Moaula United    | 5:2              | Kiwi FC          |
| 2012      | Keine Austragung | Keine Austragung | Keine Austragung |
| 2013      | Lupe ole Soaga   | 2:1 n. V.        | Kiwi FC          |
| 2014      | Kiwi FC          |                  |                  |
| 2015–2017 | Keine Austragung | Keine Austragung | Keine Austragung |
| 2018      | Manu-fili        | Liga-Modus       | Liga-Modus       |